# Алкогольные напитки из молока
Алкогольные напитки из молока — алкогольные напитки приготовленные из молока или молочных продуктов, в том числе и водка (молочная водка), перегонная из них.
Из молока производятся несколько традиционных алкогольных напитков, распространённых, в частности, в Средней Азии, у монголов и народов Сибири. Алкоголь возникает в процессе сбраживания молока (например, коровьего, верблюжьего или кобыльего). Перебродившее молоко может являться готовым напитком или служить сырьём для дистилляции более крепких спиртных напитков.

## Виды и типы
Из молока или молочных продуктов получают следующие виды и типы алкогольной продукции:
- Напитки, получаемые без перегонки путём сбраживания молока:

- - Кумыс — приготовляется из молока кобылы, может содержать 5 %—6 % алкоголя
  - Хурэмгэ — бурятский и якутский напиток из коровьего молока, мутно-зеленоватого цвета.
  - Билк — молочное пиво.
  - Шубат — приготавливается из верблюжьего молока.
  - Быырпах — якутский напиток из молока.

- Дистилляты сброженого молока (молочные водки):

- - Ара́к или араки́[1], арака, кумышка — дистиллят из кумыса. На территории Удмуртии, Башкирии и Республики Марий Эл, перегнанное закисшее кобылье молоко называют «кумышка». Араком может также называться почти любой дистиллят[5].
  - Архи — молочная водка у народов Монголии и Южной Сибири[6].
  - Тарасун[3][4] — дистиллят хурэмгэ (по Далю: перегнанная вторично молочная водка, м. сиб. очищенная кумышка)[7].